# Hemimetabolismo

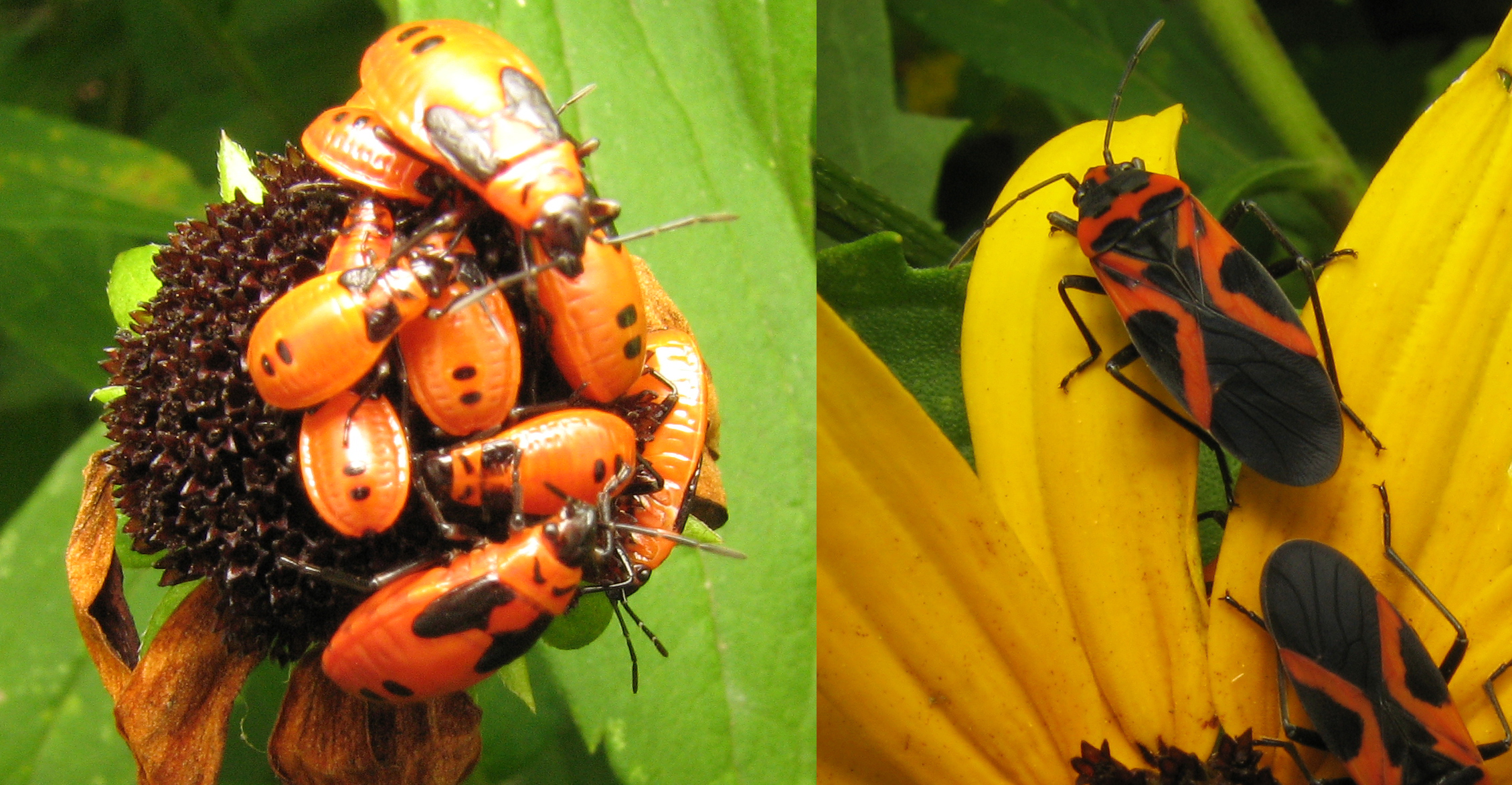
Lygaeus turcicus (Hemiptera), ninfas y adultos.

El hemimetabolismo o paurometabolismo, también llamado metamorfosis incompleta, es un término utilizado para describir el modo de desarrollo de ciertos insectos que incluye únicamente tres fases: huevo, ninfa e imago o adulto. Este tipo de metamorfosis implica cambios graduales y falta la etapa de pupa. La ninfa a menudo se parece al adulto, como él tiene ojos compuestos y patas desarrolladas; pero no tiene alas ni órganos sexuales maduros (funcionales), esto último es diagnóstico. Una vez que el juvenil (la ninfa) muda a un estadio con órganos sexuales, ya deja de mudar, es el último estadio y el adulto. Los insectos que poseen este tipo de desarrollo se denominan hemimetábolos o paurometábolos.

## Descripción

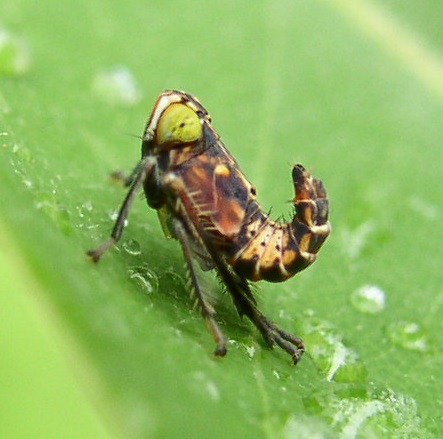
Ninfa de Jikradia olitoria, familia Cicadellidae

En la metamorfosis sencilla, simple o incompleta (paurometabolismo) el individuo pasa por varias mudas hasta transformarse en individuo adulto sin pasar por una etapa de inactividad y sin cesar de alimentarse. Los estadios juveniles o inmaduros se asemejan al adulto fuera de que son más pequeños, carecen de alas y no son maduros sexualmente. También pueden tener menor número de segmentos corporales. Este tipo de metamorfosis se da en algunos insectos y también en anélidos, equinodermos, moluscos y crustáceos. En este tipo de metamorfosis las fases juveniles de insectos son llamadas ninfas. Son ejemplos de esto las chinches y los saltamontes que se parecen a sus padres, pero son más pequeños. En la última muda se terminan de desarrollar las alas, los genitales externos (generalmente edeago en los machos y ovipositor en las hembras) y las estructuras sexuales secundarias como tímpanos y órganos estridulatorios. La anatomía interna sufre cambios relacionados con la vida adulta tales como la elaboración de musculatura torácica necesaria para el vuelo, reorganización del sistema nervioso para el control del vuelo y desarrollo de gónadas con sus respectivos ductos y glándulas accesorias; los sistemas digestivo y excretor (tubos de Malpighi) no sufren mayores cambios pues el adulto suele retener los mismos hábitos alimenticios que la ninfa.

## Órdenes de insectos hemimetábolos
Los órdenes en los que se da hemimetabolismo:
- hemípteros (chinches, pulgones y cigarras)
- ortópteros (saltamontes)
- mantodeos (mantis)
- blatodeos (cucarachas y termitas)
- dermápteros (tijeretas)
- odonatos (libélulas y caballitos del diablo)
- fasmatodeos (insectos palo e insectos hoja)
- efemerópteros (efímeras)
- Phthiraptera
- Plecoptera
- Notoptera